# Takahiwai
Takahiwai  est une communauté rurale de l’ouest de Marsden Bay, dans le District de Whangarei et la région du Northland de l’Île du Nord de la Nouvelle-Zélande.

## Situation
Les collines de « Takahiwai Hills », sont une série de montagne couverte de végétation, où  domine le paysage de Takahiwai
La série d’élévation comprend la forêt de « Takahiwai Forests », une des plus étendues des zones de forêt côtière de type kanuka dans le monde. 
La forêt de Kauri-kanuka domine de nombreuses de ses crêtes.

## Toponymie
Le Ministère de la Culture et du Patrimoine de la Nouvelle-Zélande donne la traduction de  "trample water" (pietiner l’eau) pour Takahiwai.
La zone a une histoire locale de village Māori du peuple Patuharakeke (en). 
Pakauhokio, à l’angle ouest de la chaîne de colline fut un site significatif d’un  pā Maori. Il y a aussi des évidences de site de pā plus loin vers l’ouest le long de la crête et près de la côte au niveau du mouillage témoignant de l’occupation de longue date des lieux par les Maori.

## Marae
Le marae local de Takahiwai est un lieu de rassemblement des Ngātiwai (en) de  l’hapū des Te Patuharakeke (en) et des  Ngāti Whātua (en) de l’hapū des Patuharakeke (en) .
La caractéristique du marae est la présence de la maison de rencontre (en) nommée  Rangiora  .